# Championnat d'Amérique du Nord, centrale et Caraïbe de football des moins de 16 ans 1983
 (septembre 2018).
Si vous disposez d'ouvrages ou d'articles de référence ou si vous connaissez des sites web de qualité traitant du thème abordé ici, merci de compléter l'article en donnant les références utiles à sa vérifiabilité et en les liant à la section « Notes et références ».
Le Championnat d'Amérique du Nord, centrale et Caraïbe de football des moins de 16 ans 1983 est la première édition du Championnat d'Amérique du Nord, centrale et Caraïbe de football des moins de 17 ans, qui s'est déroulée à Trinité-et-Tobago, du 25 août au 2 septembre 1983.

## Premier tour

### Groupe A
|   | Équipe            | Pts | J | G | N | P | BP | BC | Diff |
| - | ----------------- | --- | - | - | - | - | -- | -- | ---- |
| 1 | Trinité-et-Tobago | 3   | 2 | 1 | 1 | 0 | 5  | 1  | +4   |
| 2 | États-Unis        | 3   | 2 | 1 | 1 | 0 | 5  | 2  | +3   |
| 3 | Salvador          | 0   | 2 | 0 | 0 | 2 | 1  | 8  | -7   |

| 25 août | Salvador          | 1 | 4 | États-Unis |
| 27 août | Trinité-et-Tobago | 4 | 0 | Salvador   |
| 29 août | Trinité-et-Tobago | 1 | 1 | États-Unis |

### Groupe B
|   | Équipe     | Pts | J | G | N | P | BP | BC | Diff |
| - | ---------- | --- | - | - | - | - | -- | -- | ---- |
| 1 | Mexique    | 4   | 2 | 2 | 0 | 0 | 12 | 0  | +12  |
| 2 | Honduras   | 2   | 2 | 1 | 0 | 1 | 1  | 4  | -3   |
| 3 | Porto Rico | 0   | 2 | 0 | 0 | 2 | 0  | 9  | -9   |

| 25 août | Mexique    | 4 | 0 | Honduras   |
| 27 août | Honduras   | 1 | 0 | Porto Rico |
| 29 août | Porto Rico | 0 | 8 | Mexique    |

## Tour final
|  | Demi-finales             | Demi-finales      |                        |       | Finale | Finale |
|  | Demi-finales             | Demi-finales      |                        |       | Finale | Finale |
|  |                          |                   |                        |       |        |        |
|  |                          |                   |                        |       |        |        |
|  |                          |                   |                        |       |        |        |
|  | États-Unis               | 2                 |                        |       |        |        |
|  | États-Unis               | 2                 |                        |       |        |        |
|  | Honduras                 | 0                 |                        |       |        |        |
|  | Honduras                 | 0                 | Trinité-et-Tobago      | 0 (3) |        |        |
|  |                          |                   | Trinité-et-Tobago      | 0 (3) |        |        |
|  |                          | États-Unis t.a.b. | 0 (5)                  |       |        |        |
|  | Mexique                  | États-Unis t.a.b. | 0 (5)                  | 0 (4) |        |        |
|  | Mexique                  |                   |                        | 0 (4) |        |        |
|  | Trinité-et-Tobago t.a.b. | 0 (5)             |                        |       |        |        |
|  | Trinité-et-Tobago t.a.b. | 0 (5)             | Match pour la 3e place |       |        |        |
|  |                          |                   |                        |       |        |        |
|  |                          |                   |                        |       |        |        |
|  |                          |                   |                        |       |        |        |
|  | Honduras                 | 0                 |                        |       |        |        |
|  | Honduras                 | 0                 |                        |       |        |        |
|  | Mexique a.p.             | 1                 |                        |       |        |        |
|  | Mexique a.p.             | 1                 |                        |       |        |        |

### Demi-finales
| 31 août 1983 | États-Unis | 2 - 0 | Honduras |  |  |
|              |            |       |          |  |  |

| 31 août 1983 | Mexique           | 0 - 0 | Trinité-et-Tobago |  |  |
|              |                   |       |                   |  |  |
|              | Tirs au but 4 - 5 |       |                   |  |  |

### Match pour la troisième place
| 2 septembre 1983 | Honduras | 0 - 1 a. p. | Mexique |  |  |
|                  |          |             |         |  |  |

### Finale
| 2 septembre 1983 | Trinité-et-Tobago | 0 - 0 | États-Unis |  |  |
|                  |                   |       |            |  |  |
|                  | Tirs au but 3 - 5 |       |            |  |  |